# 神田昇龍
神田 昇龍（かんだ しょうりゅう）は、講談師。本名は杉山 嘉章。

## 芸歴
- 1973年10月 - 五代目神田伯山に入門、「松山」を名乗る。初高座は「天保水滸伝・笹川の花会」。
- 1976年11月 - 師匠神田伯山死去。
- 1980年2月 - 六代目一龍齋貞水に入門、「鏡水」を名乗る。
- 1985年10月 - 六代目一龍齋貞丈に入門、「貞一」を名乗る。
- 2006年
  - 1月 - 六代目神田伯龍に入門。神田昇龍。
  - 11月 - 師匠神田伯龍死去。

## 人物
神田伯山の名跡を預かっていた。